# Asyla
Asyla is een symfonie van de Engelse componist Thomas Adès. Hij schreef het werk in 1997; de première vond plaats op 1 oktober 1997 door het City of Birmingham Symphony Orchestra onder leiding van Sir Simon Rattle. Het orkest had via een daaraan verbonden stichting opdracht gegeven voor het werk. Simon Rattle nam het werk mee naar Londen, maar leidde het ook tijdens zijn eerste concert in Berlijn met zijn (toen) nieuwe orkest het Berliner Philharmoniker (het andere werk was Mahlers vijfde). De Universiteit van Louisville onderscheidde het werk en componist met de Grawemeyer Award in 2000. Anno 2011 is het werk nog regelmatig op de lessenaars te vinden.

## Beschrijving
De titel Asyla belicht twee kanten van Asylum, Engels voor krankzinnigengesticht. Het is enerzijds een opvangcentrum, maar tevens een "gekkenhuis". De muziek van dit werk gaat dan ook alle kanten op. Hoe modern gecomponeerd ook, de indeling van het werk in vier delen is klassiek, ook de (overigens niet vermelde) aanduidingen zijn klassiek.
1. I
2. II
3. Ecstasio
4. IV

I is de opening van het werk en begint met een rustige passage voor de uitgebreide percussiesectie (zes man/vrouw) met als belangrijkste instrument de xylofoon. Het orkest sluit zich daarbij langzaam een en begint aan een soort opgaande melodie, maar steeds vanuit hetzelfde uitgangspunt. Het heeft het effect dat het werk maar niet op gang wil komen. De irritatie binnen het instrumentarium begint toe te nemen en mondt uit in een climax; scherpe klanken leiden naar II.
II is het serieuze deel van de symfonie (meestentijds is deel 3 dat). De melodielijn is nu niet opgaand maar dalend. Ook hier wordt hetzelfde principe als in I gebruikt; steeds beginnend op dezelfde toonhoogte. Een solo voor de bashobo is ingeschreven, een bijzonder muziekinstrument, dat klinkt als een mengeling van althobo en fagot. De melodielijn worden verder uitgewerkt door strijkinstrumenten en klinkt dreigend. Een Wagneriaans koraal leidt naar het slot van dit deel.
Ecstasio (een gedeeltelijke verwijzing naar ecstasy) begint opnieuw met een eenvoudige melodie, die veel weg heeft van het begin van Vader Jacob. De rustige melodie raakt echter compleet ontspoord en leidt naar aan wilde dans te vergelijken met die uit Igor Strawinski's Le Sacre du printemps. Ecstasio kan gezien worden als het scherzo.
IV is het slotdeel en voegt alles bij elkaar. Alhoewel de muziek ook hier beweeglijk is, gaat deze apotheose van de symfonie als een nachtkaars uit in een nerveus open eind.

## Orkestratie
- 3 dwarsfluiten (II en III ook piccolo, III ook basfluit, 3 hobo's (II ook althobo, III ook bashobo), 3 klarinetten (II ook basklarinet, III ook contrabasklarinet), 3 fagotten (III ook contrafagot)
- 4 hoorns, 3 trompetten (III ook piccolotrompet), 3 trombones, 1 tuba
- 5 of 6 pauken, 6 man/vrouw percussie, 1 harp, 2 piano's (2 vleugels, 1 staande piano en een celesta)
- violen, altviolen, celli, contrabassen

## Discografie
- Uitgave EMI Classics : Simon Rattle met het CBSO, een liveopname uit 1998
- Uitgave EMI 2005: Rattle met het Berliner